# 中華民國數學會
中華民國數學會是由臺灣數學家所組成的專業學會，知名會員包括楊維哲、徐賢修、曹亮吉、黃武雄、吳志揚、葉芳栢、于靖、呂溪木、李國偉等，現任理事長是淡江大學數學系教授郭忠勝。

## 歷史與活動
中華民國數學會的歷史可追溯至1935年成立的「中國數學會」，其成員包括中央研究院院士等。中華民國政府遷臺後，該會於1958年在臺復會，1967年改為現名。數學會自1969年修改會章後確立每年舉辦年會，丘成桐院士等國內外知名學者均曾多次參加。

## 出版刊物
中華民國數學會於1973年與國家長期發展科學委員會數學研究中心聯合創刊《中國數學雜誌》，1997年改名為《台灣數學期刊》（Taiwanese Journal of Mathematics），每兩個月發行一期。

## 外部連結
- 中華民國數學會 （繁體中文）
- 李國偉, 向社會推薦優良數學科普書籍, 中央研究院數學研究所
- 補救教學 高一數學加課, 自由時報, 2004/12/8